# Variolisation
Variolisation eller variolation (från det latinska namnet för smittkoppor, variola) även inokulation eller ympning var en gammal asiatisk metod för att åstadkomma ett bestående skydd mot smittkoppor. Metoden var inte helt ofarlig men var ändå att föredra framför en generell smittkoppsinfektion. Variolisation var en föregångare till vaccinet.

## Tillvägagångssätt
Variolisation utfördes genom att sekret eller var från en smittkoppa rispades in i en människas hud, vilket efter en dryg vecka ledde till en lindrig smittkoppsinfektion utan bestående men.

## Historik
Metoden lär ha upptäckts av en tillfällighet, eventuellt ungefär samtidigt i Kina och Indien. Mameluckerna introducerade metoden i Egypten på 1200-talet. Under tidigt 1700-tal spreds metoden via Turkiet till Europa.
Under slutet av 1700-talet visade Edward Jenner att man kunde uppnå immunitet mot smittkoppor genom ympning med kokoppor, vilket inte är lika riskfyllt. Det var han som spred denna metoden inom läkarvetenskapen, även om det första kända fallet med inokulering och test att kokoppor fungerade gjordes av Benjamin Jesty 1774.

## Sverige
Karl XII:s livmedicus Samuel Skragge kom i kontakt med metoden i Turkiet, och ungefär samtidigt men något senare införde Lady Mary Wortley Montagu kunskaperna därom till England. Metoden praktiserades i liten omfattning i Europa därefter, eftersom den var dyr och något farlig, med ungefär 2 % dödlighet.
Nils Rosén von Rosenstein (1706–1773) hade ingress för ”dietik”, alltså förebyggande åtgärder. Han var en förespråkare för variolation och utförde de på kungabarnen för den blivande Gustav III, Karl XIII men även på deras syskon.